# Földváryné Kiss Réka
Földváryné Kiss Réka (Budapest, 1975. –) magyar néprajzkutató, történész, egyetemi docens, a Nemzeti Emlékezet Bizottságának elnöke.

## Életpályája
1993 és 1999 között az Eötvös Loránd Tudományegyetem Bölcsészettudományi Kar, történelem–néprajz szakán folytatta tanulmányait. 2000–2005 között szintén az Eötvös Loránd Tudományegyetem, Bölcsészettudományi Kar, Európai Etnológia Doktori Iskoláján tanult, majd 2009-ben szerzett PhD fokozatot. 2000 és 2014 között MTA Bölcsészettudományi Kutatóközpont Néprajztudományi Intézetében dolgozott. 2012-ben tudományos főmunkatárs lett. Különböző intézményekben egyetemi oktatóként is tevékenykedett. 2003-2004-ben az ELTE BTK Történeti Antropológia programjában, 2005-ben a budapesti Corvinus Egyetem, Council on International Education Exchange programjában vett részt; 2006-ban az ELTE BTK Művelődéstörténeti Tanszékén, 2014-ben pedig az ELTE BTK Európai Etnológia Doktori Iskolájában oktatott.

## Díjai
- A Magyar Érdemrend lovagkeresztje (2022)